# Merriamoceros
Merycodus coronatus
Genre
Espèce
Merriamoceros est un genre fossile d'Artiodactyla de la famille des Antilocapridae qui ont vécu il y a environ entre 16 et 13 millions d'années avant notre ère lors du Miocène dans ce qui est aujourd'hui l'Amérique du Nord. Ce genre n'est représenté que par l'espèce Merriamoceros coronatus, reconnue comme l'une des plus anciennes de la famille des Antilocapridae, et initialement décrite en 1913 par Merriam sous le taxon
Merycodus coronatus.

## Description
Merriamoceros est un genre dont les fossiles ont été découverts dans l'ouest de l’Amérique du Nord, dans les États de Californie, du Montana et de l'Utah,. La plupart des fossiles furent trouvés dans formation de Barstow en Californie,,. Originellement le genre Merriamoceros était associé au genre Ramoceros, qui est un genre apparu un peu plus tard que Merriamoceros, mais qui a cohabité avec Merriamoceros pendant environ un million d'années. J. T. Gregory a plus tard détaché Merriamoceros de Ramoceros,. Le genre Merriamoceros n'est connu que par l'espèce Merriamoceros coronatus décrite par John Campbell Merriam en 1913,. Merriamoceros serait peut-être l'ancêtre d’Antilocapra americana, ou, au moins, en est un proche parent,,. Merriamoceros coronatus était d'un taille semblable à celle d’Antilocapra americana, mais ses cornes sont ressemblaient à celles de l'élan, mais dirigée de face et non de côté.

## Systématique
Le nom valide complet (avec auteur) de ce taxon est Merriamoceros Frick, 1937.

### Étymologie
Le nom générique, Merriamoceros, a été donné en l'honneur de John Campbell Merriam qui a décrit l'espèce Merriamoceros coronatus sous le taxon Merycodus coronatus.
Son épithète spécifique dérive du latin coronatus, « couronné ».

### Publication originale
- Genre Merriamoceros :
  - (en) Childs Frick, « Horned ruminants of North America », Bulletin of the American Museum of Natural History, New York, vol. 69,‎ 1937, p. 1-669 (ISSN 0003-0090, lire en ligne, consulté le 5 septembre 2024).
- Espèce Merriamoceros coronatus sous le taxon Merycodus coronatus :
  - (en) John C. Merriam, « A Peculiar Horn or Antler From the Mohave Miocene of California », Bulletin of the Department of Geology of the University of California, Berkeley, vol. 7, no 16,‎ 1913, p. 335-339 (lire en ligne, consulté le 5 septembre 2024).